# Moon (youtuber)
Moon či Mesiac, občanským jménem Samuel William Miščík (* 30. dubna 2001), je slovenský youtuber, profesionální kameraman, střihač, zvukař a fotograf. Na platformě YouTube je se svým hlavním kanálem StudioMoonTV nejodebíranějším[kdy?] aktivním youtuberem natáčejícím ve slovenštině, částečně v češtině.[chybí lepší zdroj]

## Život a kariéra
Narodil se v roce 2001 v Košicích. Vyrůstal s otcem a matkou v Sabinově.[zdroj?] Otec sloužil v armádním letectvu, matka pracovala jako učitelka. Má mladší sestru Kláru Miščíkovou (* 2005), rovněž aktivní youtuberku s přezdívkou Klarisa.
Základní vzdělání získal na dvou základních školách v Sabinově, krátce navštěvoval také základní školu v Prešově. V tu dobu se též učil hrát na klavír a na housle. Poté vystudoval filmařskou střední školu v Košicích. Na škole studoval obory filmografie, dramaturgie, střih a fotografie. V roce 2018 částečně pracoval jako externí kameraman pro RTVS (dnes STVR).
Se svou přítelkyní Nadiou (vystupující pod přezdívkou Nudlička) žije v Praze.

### Působení na sociálních sítích
Svůj hlavní kanál StudioMoonTV na platformě YouTube založil 2. ledna 2014. Ve své tvorbě se věnuje mimo jiné tzv. let's playům, tvorbě animací či vlogům. Let's playe natáčí převážně z videohry Minecraft. Do konce roku 2016 na hlavním kanálu spolupracoval s kamarádem s přezdívkou GalileoCZE. V roce 2016 založil s youtubery Attackem, MaTTemem a Dejzrem skupinu s názvem StudioMoonTV crew, skupina se poté rozpadla v březnu 2018. 26. prosince 2016 v nočních hodinách, překročil na svém hlavním YouTube kanálu hranici 100 tisíc odběratelů. Dne 5. října 2023 v odpoledních hodinách pak jeho hlavní kanál překonal hranici jednoho milionu odběratelů, čímž se po Danielu Štrauchovi, známého pod přezdívkou GoGoManTV, stal teprve druhým youtuberem natáčejícím videa ve slovenštině, který tento milník překonal. Videa na jeho hlavním kanále měla k únoru 2025 celkem přes 480 000 000 zhlédnutí. V letech 2016 až 2019 skrýval svůj obličej.
Vlastní také několik vedlejších kanálů se stovkami tisíc odběratelů, konkrétně kanály Mesiac, Mačka Jackie a Moonove Laboratórium.

#### Přezdívka
Přezdívku Moon si zvolil poté, co ve videohře Minecraft použil přezdívku Moon_Strife. Přezdívku Moon tak používá v různých variacích již od dětství.